# Problema do momento angular
O problema do momento angular é um problema na astrofísica identificado por Leon Mestel em 1965.
Verificou-se que o momento angular de um disco protoplanetário é inapropriado quando comparado aos modelos durante o nascimento estelar. Os modelos prevêem que o Sol e outras estrelas girariam consideravelmente mais rápido do que realmente giram. O Sol, por exemplo, embora o fato dele conter quase toda a massa do sistema solar, representa apenas cerca de 0,3% do momento angular total do Sistema Solar, enquanto cerca de 60% é atribuído a Júpiter.